# Peridea elzet
Peridea elzet är en fjärilsart som beskrevs av Sergius G. Kiriakoff 1963. Peridea elzet ingår i släktet Peridea och familjen tandspinnare. Inga underarter finns listade i Catalogue of Life.